# Muscidifurax
Muscidifurax is een geslacht van vliesvleugeligen uit de familie Pteromalidae. De wetenschappelijke naam van dit geslacht is voor het eerst geldig gepubliceerd in 1910 door Girault & Sanders.

## Soorten
Het geslacht Muscidifurax omvat de volgende soorten:
- Muscidifurax adanacus Doganlar, 2007
- Muscidifurax raptor Girault & Sanders, 1910
- Muscidifurax raptorellus Kogan & Legner, 1970
- Muscidifurax raptoroides Kogan & Legner, 1970
- Muscidifurax uniraptor Kogan & Legner, 1970
- Muscidifurax zaraptor Kogan & Legner, 1970